# Ola Rapace
Ola Rapace (Tyresö, 3 december 1971) is een Zweeds acteur en musicus. Hij speelt in films en televisieseries zoals Wallander en de Maria Lang mysteries. Zijn naam is een pseudoniem, hij heet eigenlijk Pär Ola Norell.

## Loopbaan
Rapace volgde van 1995 tot en met 1999 een acteeropleiding aan de Teaterhögskolan van Göteborg. Tijdens zijn opleiding was hij al actief in het Backa Teater en in het Uppsala Stadsteater. Zijn doorbraak als filmacteur was als Hoffa in de serie Tusenbröder.
Rapace speelde mee in een rockband met Sunil Munshi, genaamd Sissy Prozac. Momenteel is hij de zanger van de band La Nana, waarvan hij de stijl beschrijft als "elektromuziek met zigeunervibes".

## Persoonlijk
Samen met zijn toenmalige vrouw, de Zweedse actrice Noomi Rapace, koos hij het pseudoniem Rapace, 'roofvogel', onder meer omdat roofvogels hun hele leven trouw blijven aan hun partner. In 2010 gingen zij echter uit elkaar.
In 2009 werd hij door het kantongerecht van Stockholm tot een boete veroordeeld van omgerekend circa 800 euro, omdat hij cocaïne en anabole steroïden gebruikt zou hebben.

## Filmografie (selectie)

### Televisieseries
- Tusenbröder: een populaire Zweedse misdaadserie, waarin Rapace de rol van Hoffa vertolkte. De serie werd uitgezonden door SVT.
- Wallander: een Zweedse politieserie, naar de gelijknamige boeken van Henning Mankell. Rapace speelt de rol van Stefan Lindman.
- Anna Pihl: een Deense politieserie. Hierin vertolkt hij de rol van Daniel, uitgezonden door TV2.
- Maria Lang Mysteries: een Zweedse detectiveserie, waarin hij de knappe politiecommissaris Christer Wyk speelt. De serie werd in 2014 uitgezonden op Canvas.

### Films
- Skyfall (2012): speelt in het 23e deel van de James Bondfilm als Patrice.
- Tillsammans (2000): vertolkt de rol van Lasse, hiermee werd Rapace bekend bij het internationale publiek.
- Rancid (2004): een Engelstalige thriller van Zweedse makelij. Hij vertolkt een kleine rol in deze film, namelijk de rol van Bob.
- Allt om min Buske (2007).